# Museo de Arte Contemporáneo (Panamá)
El Museo de Arte Contemporáneo de Panamá, popularmente llamado MAC Panamá, es el único museo de arte contemporáneo que existe en Panamá. Es una organización no gubernamental sin fines de lucro, que cuenta con personería jurídica y su edificio se encuentra ubicado en la Calle San Blas, Avenida de los Mártires, Ancón, Ciudad de Panamá. La institución fue fundada en 1962 como Instituto Panameño de Arte, en 1983 se convirtió en el museo actual.
El museo se encarga de ser una institución cultural para la difusión del conocimiento y la apreciación del arte contemporáneo, promoviendo el desarrollo cultural y creativo. Sus colecciones están compuestas por más de 700 obras creadas por artistas panameños y latinoamericanos del siglo xx y xxi.

## Historia
El Instituto Panameño de Arte (Panarte) fue fundado en 1962 como una institución sin fines de lucro dedicada a promover el arte panameño. En 1983 se convierte en el Museo de Arte Contemporáneo de Panamá (MAC Panamá), entidad privada sufragada por empresas y amantes del arte. 
A su fundación, en el año 1962, el Instituto Panameño de Arte, funcionaba en locales alquilados y, además de exhibiciones de arte, presentaba obras de teatro, conciertos y películas de renombrados directores. A pesar de no contar con instalaciones propias, tuvo gran número de exposiciones de reconocidos artistas panameños y latinoamericanos, recibiendo como donación una obra de cada expositor. De esta forma, fue creando una valiosa colección, pero sin albergue propio.
En 1983, la junta directiva de Panarte decidió buscarle paredes a la Colección, para que siguiera creciendo en tamaño y en excelencia. Se comenzó una gran campaña, donde contribuyeron muchas personas y empresas. Con lo aportado en adición a un préstamo de la Caja de ahorros de Panamá, se logró comprar y remodelar el antiguo Templo masónico situado en Ancón, en las Áreas Revertidas. De esta forma, se logró darle paredes a la Colección Permanente y se creó el Museo de Arte Contemporáneo, perteneciente a Panarte.
El proceso de transformación fue llevado a cabo por Coqui Calderón y Graciela de Eleta que recibieron la Orden de Vasco Núñez de Balboa como reconocimiento.

## Colecciones
El museo está constituido por alrededor de 700 obras de arte, la colección del MAC cuenta con trabajos puntuales de fechas anteriores a 1962, que permiten completar una visión panorámica de los estilos del siglo xx.  Abarca todas las técnicas: pintura, escultura, gráfica, fotografía y, más recientemente, instalaciones.  Cuenta con obras de prominentes artistas, tanto panameños como latinoamericanos.
La colección permanente comprende:
- Obras de artistas panameños.
- Obras del siglo xx hasta la actualidad.
- Obras de reconocidos artistas internacionales.
- Memoria histórica del Arte Panameño.

## Programación Educativa
Además de las exhibiciones de la Colección Permanente y de las exposiciones temporales nacionales e internacionales, se ofrecen visitas guiadas para grupos o escuelas, clases de dibujo, pintura y diseño gráfico, talleres didácticos, seminarios y conversatorios sobre apreciación e historia del arte.  El MAC cuenta también con un taller de enmarcado.

## Archivos
El Museo cuenta con una amplia selección de catálogos sobre sus exposiciones, representación de libros y materiales escritos sobre artistas panameños y latinoamericanos, al igual que volúmenes sobre ciertos periodos artísticos como apoyo a la investigación de la comunidad estudiantil.